# Carol (filme)
Carol é um filme de drama e romance de 2015, dirigido por Todd Haynes e baseado no livro "The Price of Salt", de Patricia Highsmith de 1952.
Carol estava em desenvolvimento há mais de 11 anos nas produtoras britânicos Number 9 Films e Film4 Productions. O filme é co-produzido pela nova-iorquina Killer Films. As filmagens começaram em março de 2014, em Cincinnati, Ohio, e duraram 34 dias. O filme foi rodado em Super 16 mm.
O filme estreou no Festival de Cannes 2015, onde concorreu à Palma de Ouro, sendo premiado com o Queer Palm e o prêmio de Interpretação feminina pela atuação de Rooney Mara. Recebeu seis indicações ao Óscar 2016: Melhor Atriz (Cate Blanchett), Melhor Atriz Coadjuvante (Mara), Melhor Roteiro Adaptado (Phyllis Nagy), Melhor Trilha Sonora Original (Carter Burwell) Melhor Figurino (Sandy Powell) e Melhor Fotografia (Edward Lachman). Foi eleito pelo American Film Institute um dos 10 melhores filmes do ano.
Em agosto de 2021, a Mares Filmes iniciou no Brasil a pré-venda da edição limitada e definitiva do filme em Blu-ray na Versátil Home Vídeo.

## Sinopse
Em plena Nova Iorque dos anos 50, Carol Aird (Cate Blanchett) uma mulher elegante e de personalidade forte está passando por um difícil processo de divórcio com Harge Aird (Kyle Chandler) um típico empresário estadunidense. O casamento dos dois estava sendo sustentado para manter as aparências de uma sociedade exigente, e ao descobrir que Carol havia tido um antigo caso amoroso com sua amiga Abby (Sarah Paulson) decide por um fim no casamento. Alguns dias antes do Natal, Carol conhece Therese Belivet (Rooney Mara) em uma loja de brinquedos, pois fora ali comprar uma boneca para sua filha, Rindy. Neste instante um interesse mútuo nasce entre as duas mulheres. Therese é uma solitária jovem que apesar de ter um namorado e se interessar por fotografia ainda não sabe ao certo o que fazer de sua vida. Elas se apaixonam e tornam-se cada vez mais próximas. Quando Harge descobre o possível envolvimento das duas, ameaça tirar definitivamente a guarda da filha do casal, proibindo Carol ver Rindy até o dia do julgamento que demoraria meses. Carol, não suportando a ideia de ter sua filha tirada de si e não podendo fazer nada contra a decisão judicial decide, então, não negar mais o que estava sentindo por Therese convidando a jovem para uma viagem de carro pelo oeste dos Estados Unidos, na qual as duas se entregarão ao amor e juntas enfrentarão a maior decisão da vida de ambas: que tipo de mulher elas serão dali para frente.

## Elenco
| Ator/Atriz         | Papel              | Dublador          |
| ------------------ | ------------------ | ----------------- |
| Cate Blanchett     | Carol Aird         | Denise Reis       |
| Rooney Mara        | Therese Belivet    | Michelle Zampieri |
| Sarah Paulson      | Abby Gerhard       |                   |
| Kyle Chandler      | Harge Aird         |                   |
| John Magaro        | Dannie             |                   |
| Jake Lacy          | Richard            |                   |
| Carrie Brownstein  | Genevieve Cantrell |                   |
| Cory Michael Smith | Tommy              |                   |

## Recepção
No Rotten Tomatoes o filme tem 94% de aprovação dos críticos baseado em 262 críticas, e 73% de aprovação do público. E no Metacritic tem média 95 de 100, baseado em 44 críticas.

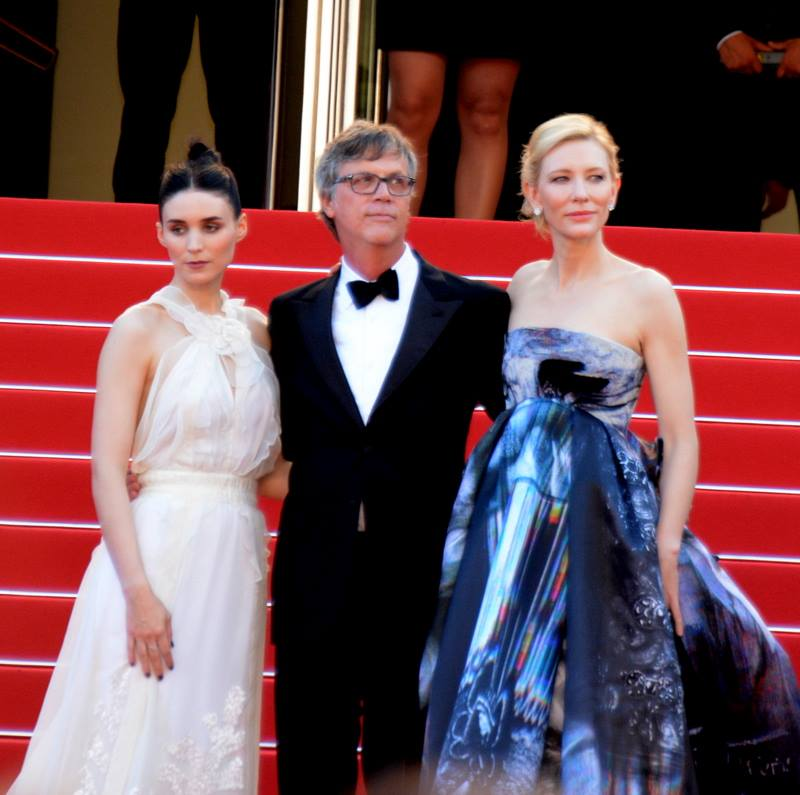
Rooney Mara (à esquerda), Todd Haynes (centro) e Cate Blanchett (à direita) no Festival de Cannes em 2015.

## Prêmios e honrarias
Carol recebeu dezenas de prêmios na indústria do cinema. Além do sucesso no Festival de Cannes, seis indicações ao Óscar 2016 e ser considerado pelo AFI um dos melhores filmes do ano, Carol ainda recebeu cinco nomeações ao Globo de Ouro: Melhor Filme de Drama, Melhor Diretor, Melhor atriz para ambas Blanchett e Mara e Melhor Trilha Sonora Original. Recebeu nove indicações ao BAFTA Award, incluindo: Melhor Filme, Direção, Atriz principal, Atriz Coadjuvante e Melhor Roteiro Adaptado. Foi nomeado a seis Independent Spirit Awards, incluindo Melhor Filme, Diretor, Roteiro para Nagy, Melhor Atriz para Blanchett e Mara, e Melhor Cinematografia para Lachman. Blanchett e Mara recebeu indicações ao Screen Actors Guild Award por Melhor Performance de uma Atriz num Papel Principal e Melhor Performance de uma Atriz Coadjuvante, respectivamente.
O filme ainda foi premiado em vários círculos de críticos, como o New York Film Critics Circle, que o elegeu o melhor filme do ano e ainda venceu em direção, fotografia e roteiro. O Los Angeles Film Critics Association deu a ele ao prêmio de melhor trilha sonora, além de outras 3 nomeações. O National Society of Film Critics deu a Carol os prêmios de melhor direção e fotografia. Haynes e Lachman também foram premiados em melhor direção e fotografia no Boston Society of Film Critics Award. O filme recebeu nove indicações no Critics Choice Award, incluindo melhor filme, direção, atriz e atriz coadjuvante. Carol ficou no topo na enquete da Variety de melhores de 2015. Carol ficou em 2.º lugar no ranking do Sight & Sound Best Films of 2015 votado por 168 críticos de cinema. O filme também ficou na mesma posição no ranking do Village Voice Film Critics, votado por 125 críticos de cinema e no ranking para a Indiewire de melhores filmes do ano, votado por 200 críticos de cinema.
Carol foi nomeado melhor filme do ano por inúmeras outras listas e associações de críticos ao redor do mundo. Foi eleito o melhor filme LGBT de todos os tempos pelo Britsh Film Institute.[carece de fontes?] No Metacritic Carol liderou o ranking de filmes mais aclamados do ano, tendo uma média 95 de 100 baseado em 44 críticas.